# Lubieniów
Lubieniów [luˈbjɛɲuf] (trước đây là làng Liebenow của Đức) là một ngôi làng thuộc quận hành chính của Gmina Recz, thuộc hạt Choszczno, West Pomeranian Voivodeship, ở phía tây bắc Ba Lan. Nó nằm khoảng 7 kilômét (4 mi)   phía đông nam Recz, 16 km (10 mi) về phía đông bắc của Choszczno, và 72 km (45 mi) về phía đông của thủ đô khu vực Szczecin.
Trước năm 1945, khu vực này là một phần của Đức. Đối với lịch sử của khu vực, xem Lịch sử của Pomerania.